# أحمد شفيق (جراح)
أحمد شفيق (10 مايو 1933 - 1 نوفمبر 2007) جراح مصري حصل على الكثير من الجوائز والأوسمة. من مواليد مدينة شبين الكوم عاصمة محافظة المنوفية بجمهورية مصر العربية.
حصل على شهادة الثانوية العامة سنة 1950 ثم التحق بكلية الطب جامعة القاهرة وتخرج سنة 1957. كان الأول على دفعته في القصر العيني وكان يصر على استخدام لفظة حكيم امتياز بدلاً من طبيب امتياز تولّى رئاسة أقسام الجراحة في القصر العيني. كرمه الرئيس المصري الأسبق محمد أنور السادات

## إنجازاته
في 1977 قام بتأسيس مؤسسة أحمد شفيق للعلوم وهي مؤسسة خيرية لعلاج المرضى تسمى في الخارج بمجموعة شفيق جروب، كما أنشأ العديد من العيادات في مختلف الأحياء الشعبية لعلاج الفقراء وغير القادرين.

## حياته الخاصة
متزوج من الدكتورة ألفت السباعي ووالد كل من الدكتور علي شفيق وإسماعيل شفيق. هو الأخ الأصغر لأربع أشقاء وأخت

## وفاته
توفي يوم الخميس 1 نوفمبر 2007 بمستشفى جورج بومبيدو الجامعي بباريس عن عمر يناهز 74 عاما إثر أزمة قلبية في أول أيام إجازة عيد الفطر المبارك. شيعت جنازته من جامع عمر مكرم بوسط القاهرة، وكان على رأس المشيعين العميد أسامة النحاس نائبا عن الرئيس السابق حسني مبارك، والدكتور فتحي سرور رئيس مجلس الشعب سابقاً والدكتور سامح فريد عميد كلية طب القصر العيني وعدد كبير من الأساتذة والأطباء وأسرة الفقيد. دفن في مسقط رأسه بالمنوفية.